# تيد سنايدر
تيد سنايدر (بالإنجليزية: Ted Snyder)‏ هو اقتصادي أمريكي، ولد في 1953.